# Quốc kỳ Bồ Đào Nha
Quốc kỳ Bồ Đào Nha (tiếng Bồ Đào Nha: Bandeira de Portugal) có màu đỏ tượng trưng cho sự chúc mừng việc thành lập nền cộng hòa thứ hai ở nước này, màu lục bày tỏ ý tôn kính với quốc vương Henry – là người đã sáng lập ra trường hàng hải đầu tiên ở nước này. Nằm trên cả hai phần xanh – đỏ là quốc huy của Bồ Đào Nha hình chiếc Thiên cầu, một dụng cụ đi biển thời xưa, chứng tỏ công trạng của Bồ Đào Nha trong việc khám phá thế giới bằng đường hàng hải.
Một sắc lệnh chính thức thay thế quốc kỳ đã được ban hành để sử dụng cho chế độ quân chủ lập hiến đã được Quốc hội Bồ Đào Nha phê chuẩn và phát hành trong công báo (tiếng Bồ Đào Nha: Diário do Governo) số 141, ngày 19 tháng 6 năm 1911. Ngày 30 tháng 6, sắc lệnh này đã được chính thức xuất bản trong công báo số 150.

## Mô tả
Lá cờ được chia theo chiều dọc thành hai màu cơ bản, xanh lá cây đậm và đỏ tươi. Ở giữa là một khiên đỏ với bảy lâu đài vàng của vương quốc Castilla, trên đó lại có một cái khiên màu trắng với năm chiếc khiên màu xanh có hình chữ thập, mỗi chiếc có năm đồng xu trắng. Các khiên này được đặt lên hình vẽ của một hỗn thiên nghi (một thiết bị điều hướng dưới dạng một quả địa cầu cách điệu) gồm năm dải vàng hẹp biểu thị đường xích đạo, các đường vĩ tuyến của Cự Giải và Ma Kết và một kinh tuyến, và một dải rộng gấp đôi từ phía trên bên trái xuống dưới bên phải, biểu thị hoàng đạo hoặc quỹ đạo hàng năm của mặt trời. Quả cầu hỗn thiên nghi này từng là biểu tượng cá nhân của Vua Manuel I (1495–1521), được coi là biểu tượng của Thời đại Khám phá và có đường kính bằng một nửa chiều cao của lá cờ.

## Lịch sử

Quốc kỳ Bồ Đào Nha  (1095-1143)
(1143-1185)
(1185-1248)
(1248-1385)
(1385-1485)
(1485-1495)
(1495-1521)
(1521-1578)
(1578-1640)
(1640-1667)
(1667-1707)
(1707-1816)
(1816-1826)
(1826-1830)
(1830-1910)
(1910-nay)